# حنانیه دمشقی
حنانیه دمشق (یونانی باستان: Ἀνανίας) یکی از شاگردان عیسی در دمشق است که نامش در اعمال رسولان عهد جدید ذکر شده‌است.در اعمال رسولان (۹:۱۱) ماجرای چگونگی شفای سولس به دست او شرح داده شده‌است.

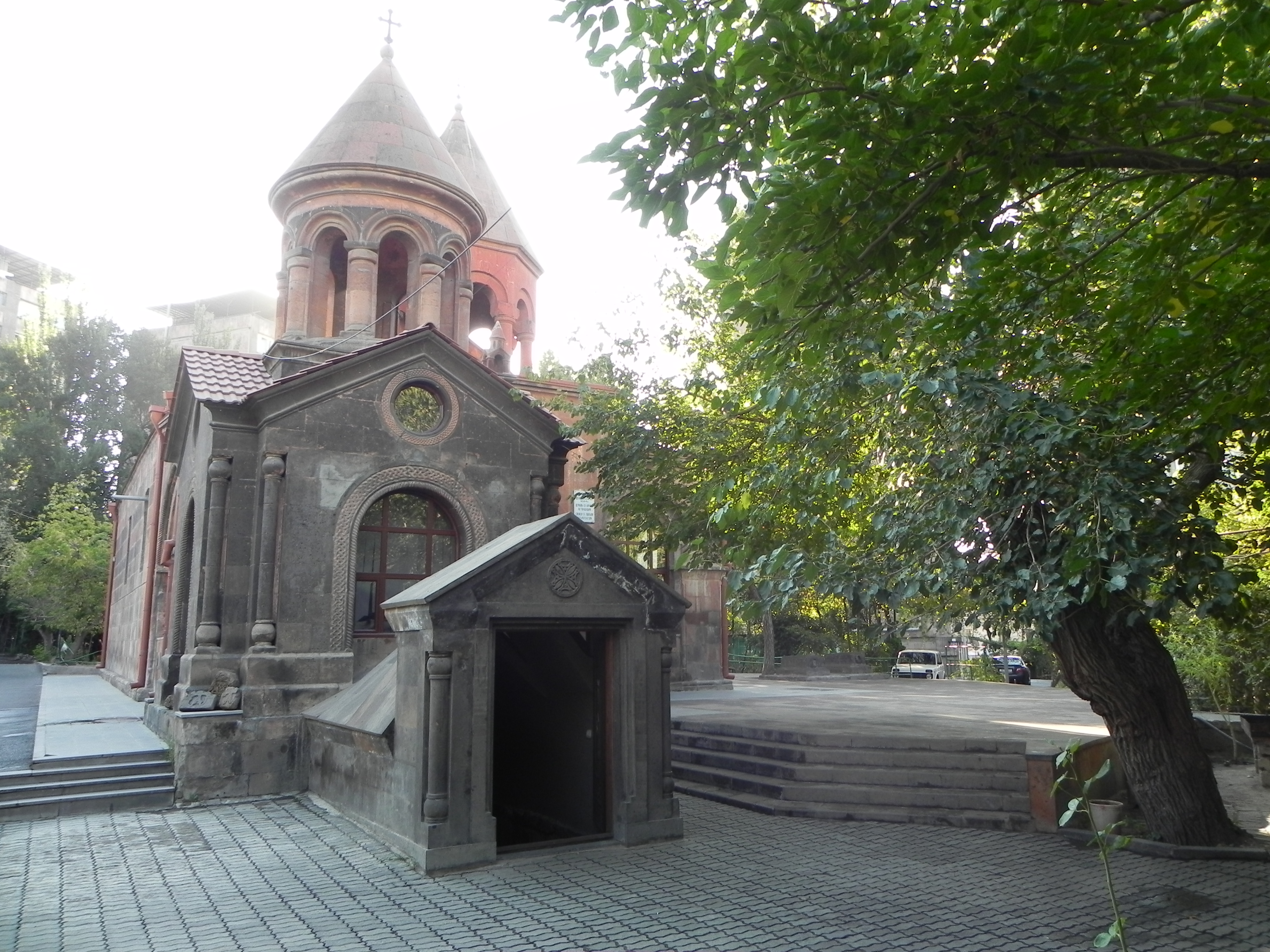
صومعه حنانیه در کلیسای سورپ زورآور، یروان، ارمنستان.

بر پایه سنت کلیسای کاتولیک، حنانیه در منطقه بیت جبرین کشته شده‌است. بر اساس این اسناد او یکی از هفتاد رسول و مبشری بوده است که در انجیل لوقا (۱۰:۱) گفته شده که عیسی برای بشارت آنان را به شهرها و آبادی‌ها اعزام کرده‌است.